# 晉系軍閥
晉系，民國軍閥派系之一，以山西為根據地，由閻錫山於1911年年底辛亥革命之際創立，一如其他軍閥一樣和當時的北洋政府有千絲萬縷的聯繫。其領袖閻錫山就曾擁戴袁世凱洪憲稱帝。直至1949年另一位代表人物傅作義投向共產黨導致晉系消亡前，晉系集團統治山西38年之久。

## 历史
1911年辛亥革命時，山西北洋軍標統（約等於團長）閻錫山響應起義，掌握了山西的政權，開創了「晉系」。
由清末到民國初年，由於晉商的發達，山西為中國富庶省份，因此閻錫山作為1910年代－1920年代山西領導人，也成爲中國的重要政治、軍事人物。
晉系對於山西亦有相當貢獻，農業、民生方面，閻錫山於1917年起推出「六政三事」（「六政」：水利、種樹、推動蠶絲、剪斷辮子、禁止鴉片、解放纏足；「三事」：種棉、造林、牲畜）來發展農業。
軍事、工業方面，晉系對山西工業，特別是軍火工業的發展也不遺餘力。阎錫山所設立的太原兵工廠和山西火藥廠，曾與當時全國規模最大的漢陽兵工廠和奉天兵工廠並列。生產的彈藥不僅能滿足晉軍的需求，也成為閻錫山拉攏和要挾其他軍閥勢力的重要工具。

### 山西陸軍時代

1925年的中國軍閥主要勢力圖，晉系（山西軍閥）勢力範圍為紫色區域

辛亥革命後，中華民國成立。山西新軍在武昌起義時呼應革命派者為第43混成協第86標，也就是閻錫山所指揮的部隊。第86標當時擊斃了43混成協協統譚振德、山西省巡撫鐘琦，雖取得了山西省脫離清朝獨立，但後來遭到大清陸軍第三鎮攻擊，戰力在民國成立時已大為受創。在民國成立後，閻錫山返回山西省擔任山西都督，新軍43混成協殘存的2千餘人獲得北洋政府批准，擴編為山西陆军第一师，師長孔庚，這可以稱為晉軍系統成立之始。
山西陸軍第1師被稱為暫編師，下轄2個旅，旅下轄2個團，師另直轄一個炮兵團、1個騎兵團、1個工兵營、1個輜重營，整合戰力不超過1萬人。為了解決擴編成師的軍隊幹部來源問題，閻錫山又請日本留学归国的趙戴文主持，開辦了將校研究所，吸收歷年整編時被迫撤裁的100餘名軍官作為訓練教官，為晉軍提供基礎軍官幹部。基層士官則是在1915年成立军事教育团，招收知识青年和军队基层挑选的出色士兵，前后共两期，共有1000余人接受了基本的军事教育，返回晋军中担任班长。
閻在二次革命後避免袁世凱的猜忌，在1914年8月將第一師解體成3個混成旅（第12、13、14混成旅），在民國3年（1915）又將第14、15旅降編為第1、第2混成團，恢復回民國初年的規模。而袁世凱為了稀釋閻錫山在山西省的軍事影響力，以「山西巡按使警备队」的名義在山西省境擴編11個營的軍力，但随着巡按使金永在袁世凱失勢，遭阎锡山驅離山西後，警備隊的11個營被閻錫山控制，成為恢復晉軍實力的助力。
在民國4年（1916）護國戰爭時，支持袁世凱的陝西都督陸建章因戰敗失勢，與其紐帶關係緊密的陝西陸軍第1旅（旅長商震）也被迫離開陝西省，大部分殘部轉入山西省。閻錫山以“省防务紧要，商旅尚属可用”為理由顶住反袁派主持的北京政府壓力，將商震的陝西旅給收編己用，其開銷也由山西省支應。在袁世凱死後，北京政府逐漸無法控制閻錫山的治理，閻錫山趁此機會重新整編山西省境內的部隊。將原本主力1個混成旅、2個混成團的省軍大幅擴編成4個混成旅（第1、第2、第3、第4）、2個混成團（由晉南、晉北鎮守使指揮），炮兵團則打散以砲兵營的編制撥入4個混成旅內，每個混成旅內基本編制為2個步兵團、1個砲兵營。
除了4個以步兵為基礎的混成旅，閻錫山將直屬的騎兵擴編成2個團，直屬營除了既有的工兵和輜重外，增加了機槍營、衛隊營、衛生營、憲兵營等。至1918年時，晉軍已有10個步兵團、2個騎兵團，以及相關的支援部隊，軍力總額約有3萬。
在1918年由於晉軍整體規模擴張將近三倍，在軍隊幹部上又存在大量缺口，原本在1917年率軍出省作戰慘敗的山西陸軍第1混成旅旅長商震轉任山西学兵团团长，至1930年学兵团共培训学兵6000余人。日后这批学生大多成为晋军基层骨干。
由於在直奉戰爭期間閻錫山保持觀望態度，此時的山西省未受中國內戰的影響得以穩定發展，山西省的山西軍人工藝實習廠在1920年代逐漸擴廠，解決了晉軍的槍砲與彈藥問題。山西省因此有較充裕的資源繼續擴張軍隊規模。
在民國14年（1925），晉系再次擴軍。此次擴軍恢復了師一級的體制。此時晉軍有2個步兵師（山西陸軍第1師、第2師，2旅4團制）、5個步兵旅（山西陸軍第5、6、7、8、10旅，2團制）、2個騎兵旅（山西陸軍第3、4旅）、1個教育旅（山西陸軍第9旅）、1個混合旅（山西陸軍第11旅，1砲兵團、1直屬部隊混合團）、1擲彈旅、1個迫擊砲團，總規模超越10萬人。

### 国民革命军時代
1927年6月3日，閻錫山宣布山西易幟效忠國民政府，12万山西陆军改编为国民革命军北方军，6月5日太原召开国民大会，拥阎担任国民革命军北方总司令。6月6日阎就任总司令职，通电服从三民主义。7月17日晋军占领石家庄，奉军退走正定，晋军向南推展至顺德。奉军在正定、定州、保定布置三道防线。1927年9月奉晋战争爆发。阎锡山致电南京国民政府，宣布誓师讨奉。同时把晋军编为三个军团，下辖12个军，有17个师、12个骑兵师、7个独立旅共20余万人：　
- 北方革命军总司令　阎锡山
- 第一军团总指挥　商震
- 第二军团总指挥　徐永昌
- 第三军团总指挥　杨爱源
- 第一军军长　商震（兼）
- 第二军军长　杨爱源（兼）
- 第三军军长　杨效欧（代）
- 第四军军长　傅存怀（后升编为第四军团总指挥）
- 第五军军长　李生达（代）
- 第六军军长　丰玉玺
- 第七军军长　张荫梧
- 第八军军长　谭庆林（即骑兵军）
- 第九军亦为骑兵军在编制中
- 第十军军长　李维新
- 第十一军军长　王懋公
- 第十二军军长　徐永昌（兼）
- 直辖炮兵集团长　周岱
- 直辖骑兵集团
- 直辖第四师师长傅作义
- 晋北镇守使　赵戴文
- 晋南镇守使　张培梅

### 国民革命军第三集团军
1928年2月28日，南京国民政府第42次会议议决，将晋军改编为国民革命军第三集团军，阎锡山为总司令。
- 第四十九军 尚天瑞

### 国民革命军第三方面军
1930年5月至11月中原大战期间，晋军自行宣布改编为第三方面军。

### 张学良对晋绥军的整军缩编
中原大战阎锡山战败下野。张学良把晋绥军14个军40余师压缩为4个军8个师。经徐永昌、商震、傅作义和阎锡山商讨的“整编方案”：
- 华北陆军第4军 商震 辖 :3师 杨效欧， 4师 冯鹏翥
- 华北陆军第5军 徐永昌 辖:5师 孙楚， 6师 杨澄源
- 华北陆军第6军 杨爱源 辖:7师 王靖国， 8师 杨耀芳
- 华北陆军第7军 傅作义 辖:9师李生达， 10师 傅作义兼

随后，经徐永昌等要求，张学良同意, 晋绥军增加了正太护路军, 孙楚为军长。步兵第5师师长一职由李服膺接任, 另增加几个独立骑兵、炮兵旅。
1931年6月，晋绥军启用国民革命军番号：
- 32A 商震，辖第66D 杨效欧 67D 冯鹏翥
- 33A 徐永昌，辖第68D 李服膺 69D 杨澄源
- 34A 杨爱源，辖第70D 王靖国 71D 杨耀芳
- 35A 傅作义，辖第72D 李生达 73D 傅作义兼

1931年7月，石友三据冀南顺德叛变，蒋介石电令商震部出兵邀击石友三部。7月下旬，商震经过周密计划, 率第67师黄光华、高鸿文旅及军校学员共9千人，登上火车，出娘子关，编入北路讨赤军行列，截击石友三后路。商震部由此脱离晋绥军系统。第67师2个旅被商震带走后，师部成了空架子，师长冯鹏翥无形被免职，第67师番号也被陈诚军事集团要去。

### 太原绥靖公署（第一次）
1931年8月5日, 旅居大连的阎锡山得知日本将在东北“有所行动”，便决定离开大连返回山西。南京当局得知阎返晋后，立即动员各方面的力量逐阎离晋。由于山西政局仍控制在阎锡山手中，阎锡山坐等时局发生变化。果然1个多月后爆发九一八事变。南京政府无暇顾及阎锡山。1932年2月20日设立太原绥靖公署。1932年2月27日，阎锡山重返太原，宣誓就任太原绥署主任。朱绶光为参谋长，冯鹏翥为副官长。不久阎锡山又恢复了国民政府委员、军事委员会委员等职，并当选国民党中央执行委员。每军2师6旅12团，以及正太路护路军。1932 年 3 月, 晋绥军增编 3 个陆军独立旅。所辖部队：
- 33军 徐永昌 
  - 68师 李服膺 副师长贾守明 参谋长刘金声  
    - 200旅 刘𩡝馥 399团 张敬俊 400团 候肇新
    - 201旅 李俊功 401团 杨维垣 402团 王丕荣
    - 213旅 贾学明兼 415团 李在溪 426团 高朝栋

  - 69师 杨澄源 参谋长和春澍(李鉴三) 
    - 202旅 郭宗汾 403团 陈宝含 404团 赵晋
    - 203旅 梁鉴堂 405团 樊钊 406团 李冠军(温东生)
    - 214旅 刘光斗 427团 刘慎德(和春澍) 428团 刘荣爵
- 34军 杨爱源 
  - 66师 杨效欧 副师长徐岱毓 参谋长许鸿林  
    - 196旅 姜玉贞 391团 葛振邦 392团 桂康晋(郭澄瀛)
    - 197旅 徐岱毓兼 393团 吴邦俊 394团 陈庆华
    - 212旅 刘奉滨 423团 王思田 424团 吴超然

  - 70师 王靖国 参谋长贾宗陆 
    - 204旅 王 英(徐子珍) 407团 梁九洲 408团 徐文珍( 常士华)
    - 205旅 田绣章( 田树梅) 409团 候振清 410团 徐世光( 石焕然)
    - 215旅 田树梅(杜坤) 429团 杜坤 (卢仪欧) 430团 张雨村( 孙福麟)

  - 71师 杨耀芳 参谋长柴子尚 
    - 206旅 方克猷 411团 蔡文成 412团 章拯宇
    - 207旅 温玉如 413团 邢家让 419团 周森
    - 216旅 丁炳青 431团 李作圣 432团 马良
- 35军 傅作义
  - 72师 李生达 参谋长李世杰 
    - 208旅 陈长捷 415团 梁春溥 416团 张树桢
    - 209旅 段树华 417团 张勤增 418团 吕瑞英
    - 217旅 霍原璧 433团 王鸿浦 434团 孙晓云

  - 73师 傅作义兼 参谋长苗玉田 
    - 210旅 叶启杰 419团 张成义 420 薄鑫
    - 211旅 金中和(孙兰峰) 421团 孙兰峰 422团 马蓬辰
    - 218旅 曾延毅(董其武) 435团 苏开元 436团 董其武
- 正太护路军孙楚
  - 1旅 孟宪吉 1团 曲有成 2团 朗春生
  - 2旅 陶振武 3团 徐学孟 4团 阎应禧
  - 3旅 马延守 5团 陈光斗 6团 吉文蔚
- 独立第1旅( 原警备第1旅改编) 杜春沂 1团 郭作霖 2团 刘新宇
- 独立第2旅( 原独立旅改编) 周原健 3团 徐振三( 张国栋) 4团 李清华
- 独立第3旅( 原警备第3旅改编) 丰玉玺( 傅存怀 、章拯宇) 5团 赵协中 6团 刘召棠
- 炮兵司令周玳 辖炮兵10个团
  - 炮21团李柏庆 炮22团施国藩 炮23团李锡九 炮24团郝庆隆 炮25团张映启 炮26团介清海(刘彭祖) 炮27团赵忠保 炮28团董祥善 炮29团张炮 30团刘彭祖
- 骑兵司令赵承绶 辖：骑1旅彭毓斌 骑2旅张长胜

1934年10月，李生达率领8个团赴赣剿共，被蒋介石任命为第十九军军长兼第72师师长。1935年7月,阎锡山任命第101师(由正太护路军改编)师长孙楚为协剿陕北共军的总指挥，李生达为副总指挥。1936年5月31日第十九军军长李生达遇刺身亡。随后阎锡山调动晋绥军高级将领职务，王靖国任第十九军军长，徐永昌任山西清乡督办 随后又调任军委会办公厅主任，孙楚接任第三十三军军长，杨爱源调任山西清乡督办， 杨效欧接任第三十四军军长，陈长捷接任第72师师长，李俊功接任第101师师长。
1936年，经军委会同意, 阎锡山将晋绥军骑兵改编为陆军骑兵第1、2师, 仍以赵承绶为骑兵司令。
- 骑兵第1师 彭毓斌 副师长赵铭 参谋长王志广。 骑兵第1R 周培章 骑兵第2R 张培勋 骑兵第3R 孙凤翼
- 骑兵第2师 孙长胜 副师长史维明 参谋长何宗海 。骑兵第4R 张甲第 骑兵第5R 郭如嵩 骑兵第6R 刘应凯

- 原正太护路军第3旅改编为陆军独立第7旅，旅长马延守 辖1R 阎应福 2R 郭景云 3R 吉文蔚
- 原正太护路军第1旅改为陆军独立第8旅，旅长孟宪吉，参谋长蔡雄飞。辖:1R 田宝銮 2R 即春生 3R 徐学孟
- 原正太护路军第2旅陶振武部裁撤, 部队分别编并于马、孟2旅内, 陶则编为部附。

抗战爆发前晋绥军有陆军第19、33、34、35、61军及骑兵军，计6个军；陆军第66、68、69、70、71、72、73、101师及新编第2师（新2D，1936，12收编） 计9个师及2个骑兵师；陆军独立第1、2、3、7、8计5个独立旅, 炮兵10个团。部队序列：
- 19军 王靖国 副军长霍原璧 参谋长梁培璜
- 33军 孙楚 副军长周原健
- 34军 杨澄源 副军长傅存怀
- 35军 傅作义 副军长曾延毅 参谋长郗萃田
  - 211旅 孙兰峰
  - 218旅 董其武
- 61军 李服膺 副军长贾学明 参谋长刘金声
- 骑兵第1军 赵承绶
- 66师 杨效欧 副师长徐岱毓
  - 196旅姜玉贞
  - 197旅徐岱毓兼
- 68师 李服膺 副师长贾学明 参谋长刘金声
  - 200旅 刘𩡝馥
  - 201旅 刘庸之
- 69师 杨澄源兼 副师长刘光斗 参谋长李鉴三
  - 203旅 梁鉴堂
  - 209旅 段树华
- 70师 王靖国兼 副师长徐子珍 参谋长梁塔璜兼
  - 205旅 田树梅
  - 215旅 杜坤
- 71师 郭宗汾 参谋长郑锡安
  - 202旅 刘光斗
  - 214旅 樊钊
- 72师 陈长捷
  - 217旅 梁春溥
  - 208旅 吕瑞英
- 73师 师长刘奉滨，参谋长刘万春。1936年夏以杨效欧的第66师的第212旅和第197旅合编组建。不再隶属于傅作义第35军。而是隶属于第三十三军。
  - 197旅 徐岱毓
  - 212旅 刘奉滨
- 101师 李俊功 参谋长陈秉玉。由李服膺第68师的2个旅编成。
  - 210旅 王丕荣
  - 213旅 杨维垣
- 新编第2师 金宪章
- 骑兵第1师 彭毓斌 副师长赵铭 参谋长王仁广
- 骑兵第2师 孙长胜 副师长史维明 参谋长何宗海
- 独立第1旅 杜春沂 参谋长于起鹏
- 独立第2旅 方克猷 参谋长颜承嘏
- 独立第3旅 章拯宇 参谋长 樊明渊
- 独立第7旅 马延守 参谋长刘万春
- 独立第8旅 孟宪吉 参谋长蔡雄飞
- 炮兵司令周玳 副司令刘振衡 辖炮兵10个团。

### 太原绥靖公署（第二次）
1947年2月，第二战区长官部改组为太原绥靖公署，主任阎锡山。副主任杨爱源、孙楚，秘书长吴绍之，参谋长郭宗汾。
太原绥靖公署特种警宪指挥处简称特警处，处长梁化之。副处长徐端、兰凤、李紫云。1942年3月建立隰县中心区战地动员工作团、1943年10月在隰县康城建立民族革命同志会流动工作队、1946年3月第二战区司令长官部特种警宪指挥处演变而来。驻太原精营西边街45号成立。在太原、大同、临汾等城市设立特警队，各县设特警组，在机关、工厂、帮会、商号、旅店、剧团、妓院等各个角落秘密发展、组织情报网。1946年3月至1949年4月，共杀害所谓“伪装分子”2000余人，其中特警处本部在太原杀害363人。
谍报参谋训练队，简称参训队。1946年10月22日参训队正式成立，队长由绥署侍从参谋梁吉庆兼任，副队长为任法庵，山冈道武兼任总教官，本田任主任教官，岩田清一、桑野俊三郎、村井孝年、加藤、石源国干、前田、石岛等任教官，讲授《情报战术总论》《情报勤务》《飞机搜索》《地图识别》《防谍保密》《暗画》《医学情报》等内容。培训两期谍报参谋约200人，归阎锡山直接指挥。1947年2月起，参训队由训练机构变成“工作”机构，它的任务是派遣谍报人员，搜集解放军的情报，及时向太原绥靖公署作战组报告，重要情报要直接呈送阎锡山审阅。1948年11月5日召开全队人员应急动员大会，梁吉庆把派往各地的谍报人员重新编为14个谍报联络组，分布在太原城周围，积极搜集情报；贾心田为副队长，策划安排潜伏情报人员。
杨贞吉政卫处系统：1938年12月杨贞吉从第二战区校尉级军官集训团（集训团）第一期选出28人成立第二战区敌区工作队（简称敌工队），狄荣锁任指导员、李国枢任队长。1939年6月扩编为第二战区敌区工作团（简称敌工团），团长由阎锡山兼任，副团长由杨爱源兼任，阎锡山指定杨贞吉、李国枢、狄荣锁、张荣汎等为委员。1941年5月民族革命同志会敌区工作委员会（简称敌工委员会）。1941年10月改编为山西全省保安委员会，阎锡山任会长、赵戴文任副会长，杨爱源任主任委员，艾子谦等13人为委员，杨爱源兼办公厅主任，杨贞吉兼办公厅秘书长。1943年9月山西省保安总司令部（简称保总部，总司令由赵戴文兼，副总司令由杨爱源兼）政卫处（主任杨贞吉）。1944年2月民族革命同志会临时执行部政卫组，组长杨贞吉，副组长缪玉青等。在抗战胜利后接收了伪山西省警察厅，1945年10月15日成立山西省警务处处长（处长杨贞吉）。太原绥靖公署所属部队的政卫活动，由同志会工委会政卫组负责；地方行政中的特工活动，由山西省警务处负责。1948年8月，阎锡山为进一步加强对部队的控制，成立专做军队特务工作的绥署建军委员会政卫总队（总队长贾宣宗，副总队长尉胖林、张像生、岳炳森），在部队各级都设政卫人员。1948年10月，阎锡山又将同志会工委会政卫组和太原绥靖公署政卫总队合并为政卫处，杨贞吉既是政卫处长，又是警务处长。先后在政卫系统工作过的人数总共6992人：在部队和地方武装团队做特工的3027人，在地方政府做特工的1450人，在政卫组织控制的单位做特工的1415人。不完全统计扣捕嫌疑1万余人，其中处死4000余人。

## 晋系政治团体
- 青年救国团：1932年组建。阎锡山亲信李冠洋为团长,
- 建设救国社：1933年阎锡山授意王尊光、邱仰浚。
- 主张公道团：1935年成立。阎锡山任总团长,赵戴文任副总团长。薄右丞为办公室主任。作为民众防共组织,各县(105个)、付(11152个)均设县、村团部,下设小组,即“好人团”。
- 自强救国同志会：1936年成立。是1938年2月之前阎锡山统治山西的领导组织。阎锡山为会长,赵戴文为副会长,邱仰浚(民政厅长)、王平(财政厅长)、冯司直(教育厅长)、樊象离(建设厅长)、李江(李冠洋,绥署参事)、王怀明(绥署军法处长)等为高级委员。梁敦厚(梁化之,绥署秘书)为总干事。高级委员会议为该会最高决策机构。总干事下设青年、工人、民众、妇女、商人等五个委员会。
- 牺牲救国同盟会
- 第二战区民族革命战争战地总动员委员会（简称“战动总会”）是抗日战争初期经阎锡山同意，由中国共产党、阎锡山方面及其他方面联合组成的第二战区具有半政权性质、拥有自己的武装部队的抗日统一战线组织。活动范围达68个县。主任委员续范亭。
- 民族革命同志会：1938年2月16日在山西临汾建立。前身是“自强救国同志会”。统一领导第二战区军政民各部门工作的带有政党性质的政治组织。该会最高领导机构为干部委员会，阎锡山亲任会长并亲自拟定该会《民族革命同志会公约》。其干部组织分为两级，干部委员20人至30人，高级干部委员9人至13人。《基干奋斗》杂志。临时执行部下设秘书处、组织处、宣传处、考核处、政事处等五处，县、区设分会或督导组。1939年7月1日，国民党中央国民抗战精神总动员委员会山西分会成立，阎锡山给民族革命同志会挂起了“山西省精神建设委员会”的招牌，以此作为同志会的公开称号。

## 評價
1930年的美国《时代雜誌》记述：“作为山西省的‘模范督军’，阎实际上耸立在一个独立王国之中——处于各军阀的包围之中。尽管目前晋西南地区还存在粮食短缺，但阎为1100万人带来了繁荣，在中国，他们最富裕，因而使他显得出类拔萃。阎的嗜好不是女人、酒、鸦片，甚至也不是金钱，而是优质的道路、纺织、防御部队、维持秩序的警察，发展优良的牛、马、耕具、家禽、肥料——所有能为他的乡亲直接带来好处的事物。”

## 代表人物
- 阎锡山
- 傅作义

### 引用
1. ↑  . business.sohu.com.   [2021-09-18]. （原始内容存档于2021-09-18）.
2. ↑  .   [2013-06-26]. （原始内容存档于2012-05-01）.